# Karel Appel

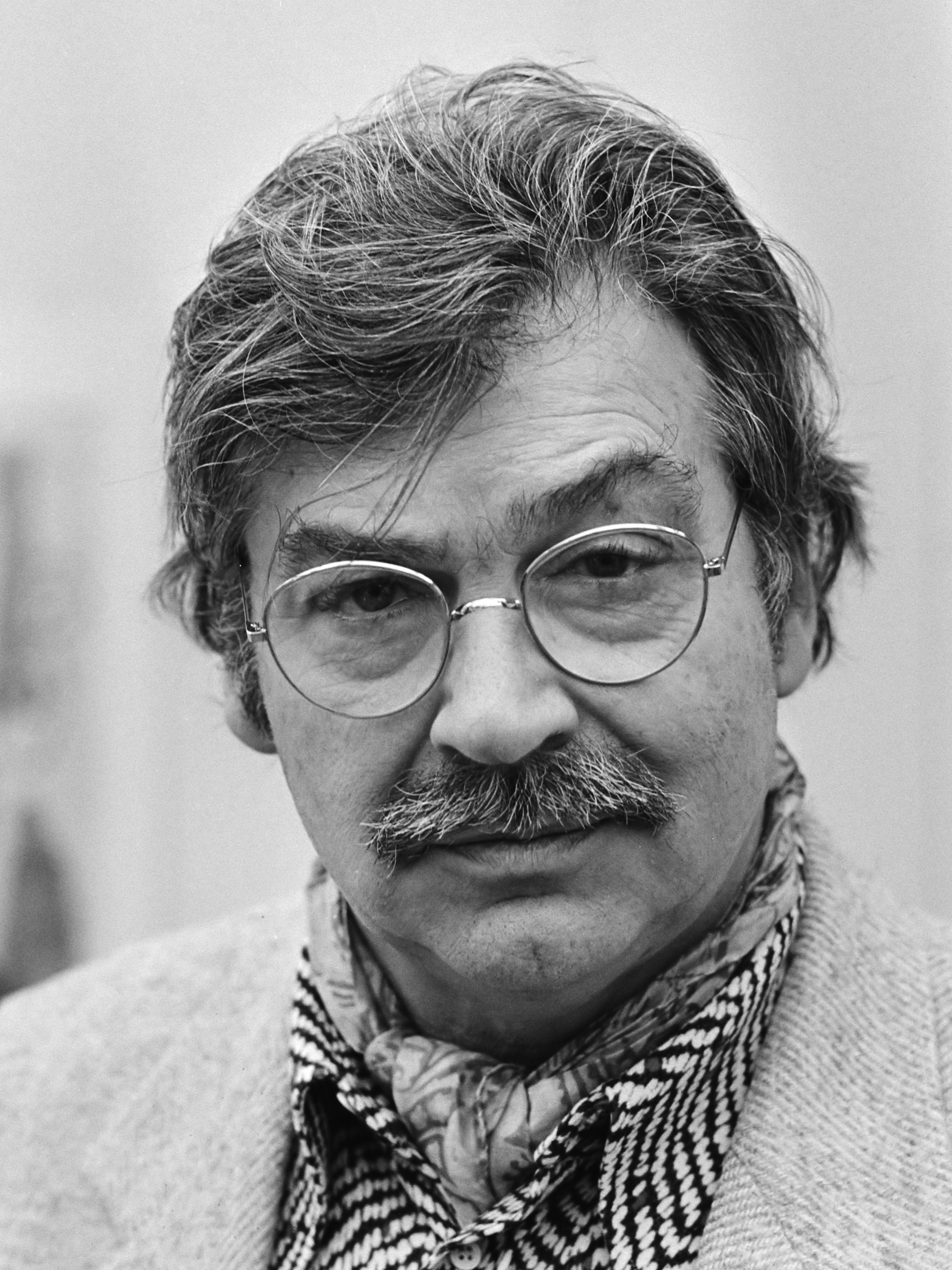
Karel Appel (1982)

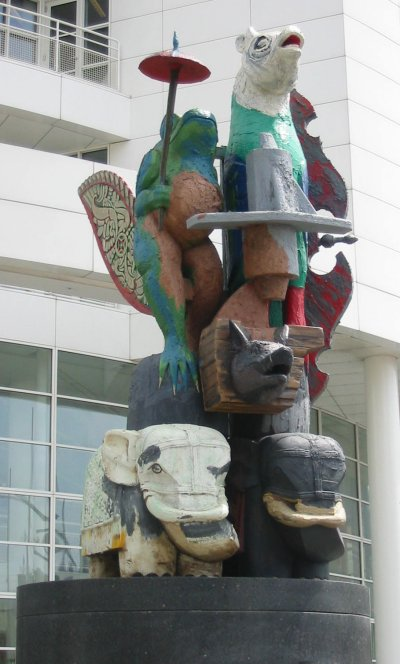
Statue in Den Haag

Christiaan Karel Appel (* 25. April 1921 in Amsterdam; † 3. Mai 2006 in Zürich) war ein niederländischer Maler, Grafiker und Bildhauer. Er war Mitbegründer der Künstlergruppe CoBrA.

## Leben
Karel Appel verbrachte seine Jugend in einem Amsterdamer Arbeiterviertel, wo sein Vater ein Friseurgeschäft betrieb. Auf Wunsch des Vaters erhielt er eine Friseurausbildung. Nach Streitigkeiten um seinen Berufswunsch als Maler verließ er das Elternhaus und studierte 1940 bis 1944 an der Reichsakademie der bildenden Künste in Amsterdam. 1948 gründete er mit Corneille und Constant, die er während des Studiums kennengelernt hatte, die Nederlands Experimentele Groep. Im gleichen Jahr gründete er mit weiteren Künstlern die Künstlergruppe CoBrA.
1946 hatte Appel seine erste Einzelausstellung in Het Beerenhuis in Groningen und nahm kurz darauf an der Ausstellung Jonge Schilders (Junge Maler) im Stedelijk Museum in Amsterdam teil. In dieser Periode war er stark durch die Kunst von Picasso, Matisse und Dubuffet beeinflusst.
Er schuf das Wandgemälde Fragende Kinder in der Kantine des Stadthauses in Amsterdam. Die Empörung der Mitarbeiter und der Bevölkerung über das an Kinderzeichnungen erinnernde Bild führten dazu, dass das Gemälde zehn Jahre lang verhüllt wurde.
1950 zog Appel nach Paris. Der internationale Durchbruch folgte 1953, als seine Werke auf der Biennale von São Paulo gezeigt wurden. Er wurde dort mit dem Großen Preis der Malerei ausgezeichnet. 1951 entstand ein Fresko für das Stedelijk Museum in Amsterdam, 1959 schuf er ein Wandbild für das UNESCO-Gebäude in Paris. Appel war Teilnehmer der documenta II (1959) und auch der documenta III (1964) in Kassel.
Er versuchte immer wieder, seine Malerei mit anderen Künsten zu verbinden. 1962 arbeitete Appel mit Bert Schierbeek an der Theaterproduktion Een groot dier („Ein großes Tier“). So nahm er 1970 mit Merrill Sanders und Chet Baker einige Musikstücke auf. 1987 gestaltete er gemeinsam mit dem Tänzer und Choreografen Min Tanaka unter dem Titel Peut-on danser le paysage? ein Tanzprojekt für die Pariser Oper, das seitdem auch an der Brooklyn Academy of Music in New York und an der Nederlandse Opera in Amsterdam gastierte. 1991 arbeitete er gemeinsam mit Allen Ginsberg und Gregory Corso an den „Poetry-Painting Series“, eine Kombination zwischen Poesie und Malerei. Ab 1994 entwickelte er gemeinsam mit Tanaka mehrere Bühnenausstattungen für niederländische Opernhäuser. An der Nederlandse Opera schuf er außerdem 1994 die Ausstattung für die Uraufführung der Oper Noach von Guus Janssen und Friso Haverkamp in einer Inszenierung von Pierre Audi. Für die Salzburger Festspiele 2006 entwarf Appel das Bühnenbild für Mozarts Die Zauberflöte (Regie Pierre Audi, Dirigent Riccardo Muti).
Um 1990 besaß der Künstler Ateliers in New York, in Connecticut, in Monaco und in der Toskana. Er hielt sich oft in New York auf, aber hatte auch einen Wohnsitz in Florenz und pendelte zwischen den USA und Europa.
Im Jahre 1999 errichtete Appel eine Karel-Appel Stiftung (Karel Appel Foundation), der er sämtlich Rechte aus bis dahin entstandenen oder noch entstehenden Werken übertrug. Diese Verfügung wurde 2005 nochmals in einem in Zürich erstellten Testament bestätigt. In seinen letzten Lebensjahren hielt er sich oft in Zürich auf. Dort verstarb er am 3. Mai 2006. Appel wurde auf dem Friedhof Père-Lachaise in Paris beerdigt.

## Werk
Appel hat ein umfangreiches Werk aus etwa 10.000 Skulpturen, Plastiken, Zeichnungen und Gemälden hinterlassen. Der Künstler ist vor allem mit seinen Gemälden bekannt geworden, erst kürzlich findet auch sein gesamtes Werk Beachtung. Neben der CoBrA war Appel auch deutlich von Picasso, dem Surrealismus und der Art brut beeinflusst.
Die Zeit der von 1948 bis 1951 bestehenden avantgardistischen Künstlergruppe CoBrA hat Appels Stil deutlich geprägt. Der Einfluss findet sich in seinen Gemälden in einer primitiven, groben Darstellungsweise, in einer grellen Farbigkeit und einer kindlich-naiven Malweise wieder. Seine Motive waren stark vereinfachte, anfangs auch grafisch-stilisierte Landschafts-, Tier- und Menschenbildnisse. Nach der CoBrA-Phase verlieren die Bilder ihre Figuration und der Charakter des Aggressiven und Brutalen verstärkt sich. Er nähert sich dem amerikanischen abstrakten Expressionismus an, versucht sich aber mit einem Stilwechsel davon abzugrenzen. „Abstrakte Malerei ist eine Mode, ein Stilprodukt. Ich verwende immer Formen, die auf sprechenden Gegenständen basieren. Man soll eine Sache als Ganzes betrachten und sich nicht in Details verlieren“, sagte Appel zu dieser Zeit in einem Interview. Ab den 1970er Jahren wurden seine Arbeiten energischer und roher, bis er in den 1980er Jahren wieder zu einer figurativen Darstellungsweise zurückkehrt. Seine Bilder werden düster und dunkel, die grelle Farbigkeit verschwindet fast völlig, um in seiner Spätphase, Ende der 1980er Jahre, wiederzukehren.
Für seine Skulpturen benutzte er die Assemblage-Technik. Er collagierte verschiedene Materialien, Gegenstände und Muster, die er in der Spätphase auch mit Acrylfarben bearbeitete.
Werke von Karel Appel sind u. a. im Cobra Museum zu besichtigen.

## Auszeichnungen
- 1954: UNESCO-Preis auf der XXVII. Biennale in Venedig
- 1954: Internationaler Preis für Grafik auf der Biennal Ljubljana
- 1959: Großer Preis für Malerei auf der V. Biennale São Paulo
- 1960: Internationaler Preis der Guggenheim Foundation

## Werke (Auswahl)
- Nina Abrams, 1964
- Peter Stuyvesant, Collage 1965, 75,5 × 56 cm.

## Ausstellungen
- 1999: Karel Appel – Sculptures without a Hero, Städtische Galerie Karlsruhe
- 2002: Karel Appel, Kunstforum Wien
- 2015: Karel Appel – Works on Paper, Musée National d’Art Moderne – Centre Georges Pompidou, Paris
- 2016: Karel Appel – Werke auf Papier, Staatliche Graphische Sammlung München – Pinakothek der Moderne, München
- 2016: Karel Appel – Retrospectief/Restospective, Gemeentemuseum Den Haag, Den Haag
- 2016: Karel Appel – A gesture of Color, Phillips Collection, Washington, D.C.
- 2016/17: Karel Appel – Der abstrakte Blick, Emil Schumacher Museum, Hagen
- 2017: Karel Appel . L'art est une fête !, Musée d’art moderne de la Ville de Paris, Paris
- 2018: Karel Appel: Out of Nature, Blum & Poe, Los Angeles
- 2018: Karel Appel. Tête en carton. Collagen 1960 - 1967, Jahn und Jahn, Munich
- 2019: Works on Paper 1945 – 2006, Galerie Ulysses, Wien
- 2019: Works on canvas and paper, Gallery Delaive, Amsterdam
- 2019: Figures et Paysages, Almine Rech Gallery, Paris
- 2019: Late Nudes, 1985 – 1995, Galerie Max Hetzler, Berlin (catalogue)
- 2021: Object Paintings, Galerie Max Hetzler, Berlin (catalogue)
- 2021: Karel Appel 100, Cobra Museum voor Moderne Kunst, Amstelveen
- 2021: Eternal Space of Being, Galerie Lelong & Co., Paris
- 2022: Paris / New York, Galerie Max Hetzler, London (catalogue)

## Zitate
„Ich bin ein barbarischer Maler in einer barbarischen Zeit.“

## Bibliographie
- Der Machtwille der Planeten / Ich bin der Planet / Du bist der Planet / Wir sind die Planeten Gedichte aus den Jahren 1941–1996. Gachnang & Springer, Bern 2000, ISBN 978-3-906127-61-3 (Nebenauflage: Buchhandlung König, Köln)
- Psychopathologisches Notizbuch Zeichnungen und Gouachen 1948–1950. ebd. 1997, ISBN 978-3-906127-52-1

## Sekundärliteratur
- Lyotard, Jean François: Karel Appel: Ein Farbgestus. Essay zur Kunst Karel Appels. Bern–Berlin: Verlag Gachnang & Springer, 1998, ISBN 978-3-906127-53-8
- post COBRA – Alechinsky Appel Jorn.[3] Ausstellungskatalog Essl Museum (23.1.09–16.8.2009), hrsg. v. Edition Sammlung Essl Privatstiftung, Klosterneuburg 2009, ISBN 978-3-902001-48-1, (deutsch und englisch, 128 S. mit zahlreichen farbigen Abbildungen. Texten von Karlheinz Essl, Rudi Fuchs, Daniela Balogh und E. M. H. van Dooren)